# Formation d'Aganane
La Formation d'Aganane est une formation géologique du Pliensbachien (Jurassique inférieur) dans la Province d'Azilal, centre du Maroc, connue surtout pour sa richesse en pistes (Jusqu'à 1350 pistes) dont des empreintes de Dinosaures Thyréophores, Sauropodes et Théropodes. Cette Formation a été contrainte en âge au stade Pliensbachien du Jurassique inférieur, grâce à la découverte de l'ammonite Arieticeras cf. algovianum Indicateur du Domérien moyen=Pliensbachien supérieur) dans la zone supérieure, et la délimitation inférieure par les foraminifères Mayncina termieri & Orbitopsella praecursor (Indicateurs d'âge Carixien=Pliensbachien inférieur). Les sites à traces de dinosaures sont tous situés à quelques mètres sous la limite Pliensbachien-Toarcien, étant coévalents et connectés avec les couches les plus basses de la Formation d'Azilal continentale. La Formation d'Aganane était également coévalente avec la Formation de Jbel Taguendouft et la Formation de Tamadout 1, toutes développées le long d'un "sillon de plate-forme" local dans les montagnes du Moyen Atlas, qui agissent comme une barrière contrôlant la limite occidentale du Golfe jurassique de l'Atlas. Les sections littorales, comprenant à la fois des plates-formes carbonatées et des faciès terrestres proches de la mer étaient situées sur un domaine interne isolé grâce au contrôle de la barrière, permettant à la Formation d'Aganane de se développer sous un climat chaud et humide, où un marais algaire local présentait des progradations intermittentes, intercalées avec une couche d'origine continentale terrigène.
La Formation d'Aganane est un membre de la section de faciès Pliensbachien de l'Atlas Central, qui sont distribués d'ouest en est : La Formation des Aït Chitachen à Demnate (continentale-fluviale, lagune côtière), l'Aganane elle-même à Azilal. A Tazoult, une partie du profil d'Azilal entre en contact dans le fond avec la Formation de Talmest-Tazoult karstique, puis une section où l'Aganane elle-même indique une expansion du faciès carbonaté vers l'est, enfin, les strates les plus récentes du Pliensbachien appartiennent à la Formation d'Amezraï (Intertidale à marine côtière), ce dernier changement étant le résultat d'une transgression où l'on voit une avancée vers l'ouest du faciès pélagique d'Imilchil.
A Tazoult, la présence d'un Diapir (la barrière de sel de Tazoult) est remarquable. Au Pliensbachien, cette zone commence par le dépôt de la Formation de Talmest-Tazoult, puis est envahie depuis l'ouest par la plate-forme carbonatée marine peu profonde de la Formation d'Aganane. A cette époque, on détecte une diminution du taux de croissance du diapir par rapport au Sinémurien. En fait, avec l'extension vers l'est de la Formation d'Aganane, le mur de sel de Tazoult enregistre un changement majeur vers des faciès moins profonds, confirmant un relief diapirique plus élevé et une diminution de la profondeur d'eau vers cette zone pendant le Pliensbachien, n'excluant pas un arrêt complet de l'activité diapirique dans cet intervalle.

## Paléoenvironnement
La Formation d'Aganane est caractérisée comme représentant une plate-forme carbonatée, la plus importante du Jurassique inférieur dans le Haut Atlas central, limitée à l'ouest à Demnat par la Formation des Aït Chitachen, qui représente des environnements allant du fluvial aux lagunes côtières, avec les résidus palynologiques Corollina quezelii & Corollina yvesi (Cheirolepidiaceae) comme dominants, indiquant un environnement aride, accompagné de Cupressacites oxycedroides & Diadocupressacites moghrebiensis, tous deux résidus palynologiques de Cupressaceae.
Les formations du Haut Atlas "Lias moyen" (Pliensbachien) ont généralement une faible bathymétrie. Elles montrent une évolution notable d'est en ouest d'un faciès lagunaire-marin à un faciès saumâtre. Au niveau de l'Atlas d'Azilal, le Lias moyen se présente de part et d'autre de la faille de Demnat: au sud-ouest de la faille, la Formation d'Aït Bazzi à faciès dolomitique et marneux rouge (faciès lagunaire et laguno-évaporitique), tandis qu'au nord-est se développent les faciès plus épais de la formation d'Aganane. Dans cette région, les formations de ce stade commencent soit par des faciès conglomératiques associés aux marnes rouges, soit par des éboulis et des conglomérats associés à l'érosion locale, récupérant la même phase d'émersion du Pliensbachien inférieur observée dans l'Atlas de Beni-Mellal Atlas.
Vers le sud, le faciès "bassin" se termine au fond du golfe près de l'accident du Jbel Oukarde, à l'extrémité occidentale du synclinal de Tilougguit. La limite méridionale de ce bassin, cachée par les sédiments postérieurs, correspond au tracé actuel de la faille subméridienne Azilal-Anergui. Vers le sud, sur les bassins d'Amezraï et d'Aït Bouguemmez, une zone de plate-forme s'est installée au cœur du Haut Atlas central, constituée des formations de Jbel Choucht, d'Aganane, d'Assemsouk et d'Amezraï. La Formation de Jbel Choucht est ici la localité type, caractérisée par un grand développement des faciès coralligènes. La Formation de Jbel Choucht est également présente vers le Haut Atlas Centre-Nord, mais sans aucun caractère récifal, étant plutôt riche en mégalodontes, tandis que la Formation d'Aganane présente à peu près les mêmes caractéristiques que celles décrites dans la Plate-forme de Beni-Mellal. A l'est, au niveau du Jbel Aroudane, l'épaississement et la polarité sédimentaire de la Formation de Jbel Choucht se produisent cette fois-ci en direction du sud, avec un bassin subsident W-E centré sur le Jbel Azourki et le Jbel Aroudane.
La Formation d'Aganane au Carixien terminal (biozone C2 du Lias dans le Haut Atlas du Maroc) plusieurs environnements sédimentaires se distinguent dans la plate-forme interne carbonatée. Ces environnements sont caractérisés par une sédimentation rythmique composée de séquences sédimentaires métriques analogues aux cycles actuels de "marnières". Lithologiquement, il existe deux unités sédimentaires juxtaposées qui représentent deux types d'environnements complexes : un premier ensemble qui comprend l'unité marlodolomitique de la Formation d'Aganane et la Formation d'Aït Bazzi; ces unités sont également équivalentes aux faciès lagunaires et laguno-évaporitiques. Cet assemblage sédimentaire correspond à un environnement de plaine côtière supratidale carbonatée régulièrement recouverte de dépôts de marnes rouges d'origine continentale, que l'on peut comparer à la Sebkha moderne dans le Golfe Persique, mais dans un contexte climatique moins aride, car la présence fréquente de traces de dinosaures laisse supposer une importante couverture végétale dans l'arrière-pays, et donc des précipitations annuelles élevées, suggérant globalement des conditions tropicales rappelant le modèle de l'île d'Andros aux Bahamas. Un second ensemble (une sous-unité calcaire-dolomitique gris clair) plus distal de la plate-forme interne, dans lequel l'environnement varie, de manière répétitive, de conditions subtidales à supratidales, de dépôts marins à des dépôts de plaine côtière, montrant parfois des intercalations terrigènes rouges, révélant la présence de cycles locaux évoluant du lagon temporaire à la "sebkha", tandis que dans la partie la plus externe de la plate-forme l'existence d'un lagon permanent peut être supposée. Les faciès de cette lagune sont vaseux et fortement bioturbés, avec de nombreux organismes marins colonisant le substrat mou de la lagune: Lamellibranches, Gastéropodes, Brachiopodes, avec des algues calcaires (Palaeodasycladus, Solenopores, etc.) oncolithes et Foraminifères Lituolides. Ces niveaux à grands Lamellibranches (surtout "Lithiotidae") sont plutôt rares dans le Carixien.

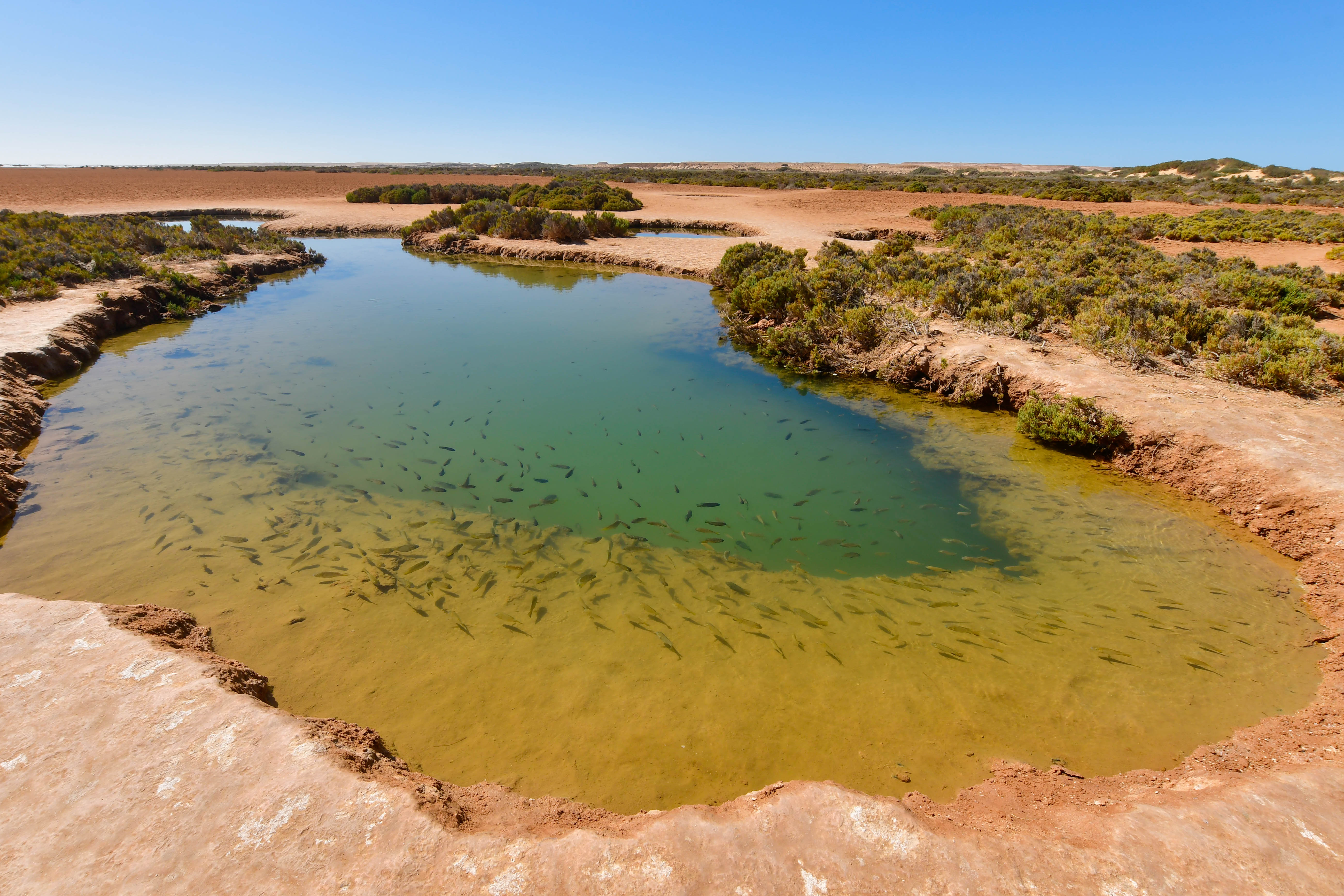
Sebkha moderne d'Imlily, près de Dakhla. Certains secteurs de la Formation d'Aganane présentent des couches qui ressemblent à ce type d'écosystèmes.

Des endroits comme Ait Athmane retrouvent les récifs bivalves lithiotides méditerranéens typiques du Sinémurien-Pliensbachien, composés par agruppage de bivalves aberrants. Ces « récifs » présentaient une forte zonation, à commencer par les bivalves Gervilleioperna et Mytiloperna, restreints aux faciès intertidaux et subtidaux peu profonds. Les Lithioperna se limitent aux faciès subtidaux lagunaires et même à certains milieux peu oxygénés. Enfin, Lithiotis et Cochlearites se trouvent dans les faciès subtidaux, construisant des buildups. Localement, ces récifs se sont développés sous forme de floatstones à lit croisé dans les eaux subtidales peu profondes, ces dernières évoluant vers des couches présentant des signes d'exposition subaérienne, notamment des marnes lagunaires et des mudstones rouges bioturbées avec des traces de racines et du Calcrete. Ces couches sont abondantes sur les bivalves aberrants Lithioperna et Cochlearites, ainsi que des coraux communs, des gastéropodes, le bivalve Opisoma et des oncoïdes, vivant tous dans une lagune abritée à l'intérieur de la plate-forme carbonatée locale, similaire à la Formation de Rotzo de la Plate-forme de Trente.
A Ait Bou Guemmez, la formation supérieure d'Aganane enregistre le développement d'un environnement lagunaire au sud de l'accident du Jbel Tizal- Jbel Azourki, qui évolue vers un environnement de plate-forme subtidale plus ou moins ouverte au nord de cet accident. Le cortège transgressif local est marqué par la dominance de faciès subtidaux avec une microfaune de la biozone C1, alors que le cortège de haut niveau marin est représenté par une succession de calcaires dolomitiques intertidaux à supratidaux, son sommet est surmonté d'une importante discontinuité subaérienne matérialisée par des argiles rouges à paléosols et des racines végétales abondantes (par exemple à Tizi n'Terghist). Dans d'autres localités se trouvent principalement des calcaires biodétritiques, montrant à leur sommet des structures d'émersion (dolomitisation, fissures de boue, racines et restes végétaux, empreinte des pas des Dinosaures).

## Paléogéographie

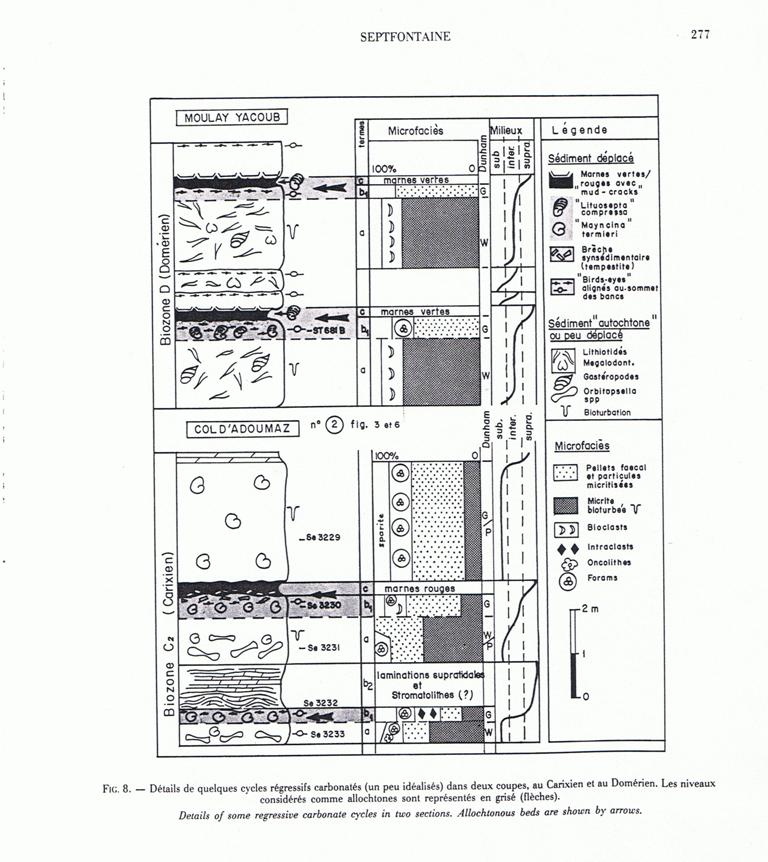
Détails de quelques cycles régressifs carbonatés de comblement liasiques pris dans deux coupes géologiques (rides sud-rifaines et Haut Atlas de Beni Mellal) distantes de 230 km.

La formation d'Aganane est située en grande partie à l'intérieur du "Grand e Accident du Nor d'Altasien" ou faille du Nord Atlas, la plus grande et la plus importante des failles du Haut Atlas central. Pendant la fin du Pliensbachien, 200 m de sédiments carbonatés se sont accumulés au sud de la faille sur un bloc renversé, tandis qu'au nord, plus de 700 m de matériaux similaires se sont accumulés. Cette ligne de faille a probablement marqué la limite nord d'une péninsule de socle paléozoïque qui s'est avancée vers l'est depuis le massif de Tichka dans le fossé de l'Atlas.
L'évolution paléogéographique de notre région peut être décrite en trois étapes principales: 
- Le Pliensbachien inférieur ("Carixien"), qui suit le schéma paléogéographique typique du Sinémurien avec des estrans et des faciès d'émersions prolongées (paléosols, karsts et structures en forme de "tipi"), ces derniers étant surtout observés sur le versant sud du Haut Atlas central, évoluant sur la plate-forme subtidale du Sinémurien supérieur, avec les "Lithiotidae" colonisant pour la première fois les principales zones situées à l'aplomb des accidents actifs, notamment la faille située NE-SW, séparant le fossé de Tilougguit au SE de sa plate-forme limite au NW[7].

- Le milieu marin du Pliensbachien "moyen" ("Carixien" - "Domérien" inférieur) se réinstalle progressivement le long de la bordure occidentale du bassin du Haut Atlas, avec une ouverture maximale des milieux de dépôt dans la transition Carixien-Domérien (sédimentation rythmique mamocalcaire dans le fossé de Tilougguit, faciès turbiditiques sur la bordure SE de la plate-forme de Beni-Mellal et lagunes subsidentes dans les autres secteurs). A la même époque, la faille de Demnat orientée NW-SE et la faille de l'Atlas Nord orientée N70 deviennent évidentes, tandis que la bordure sud du fossé de Telouet ne semble pas avoir changé de manière significative au cours du Lias moyen comme son homologue dans la partie nord de la chaîne, étant ici le site principal de la sédimentation peu profonde de la Formation d'Aganane[7]. Vers le méridien de Tincghir, on rencontre des faciès de pleine mer[7].

- Les derniers faciès appartiennent au Pliensbachien supérieur (Domérien supérieur) où la paléogéographie du Haut Atlas central devient très contrastée, avec une émersion d'un vaste secteur de la plate-forme (At Demnat), entraînant le développement de paléosols et de karst et l'accumulation de dépôts de lignite en bordure de failles tectoniquement actives[7]. Parallèlement, on assiste à un remplissage du fossé de Tilougguit par une sédimentation carbonatée et terrigène, montrant des petits bassins comme Tamadout et Taquat N'Agrd avec une sédimentation à composante gravitaire, et des hauts-fonds (Jbel Taguendouft) avec des dépôts condensés[7]. Enfin une intensification de l'activité du Nord conduisant à l'approfondissement de la plate-forme centrale (création du nouveau bassin de Amezraï), à l'individualisation de zones fortement subsidentes à l'aplomb de cet accident (gouttière du Jbel Azourki-Jbel Aroudane) et à la naissance des premières rides au centre du bassin haut-atlasique[7].

## Foraminifères
| Genre            | Espèce                                            | Position stratigraphique | Matériel           | Habitude            | Notes | Images |
| ---------------- | ------------------------------------------------- | --- | ------------------ | ------------------- | --- | ------ |
| Everticyclammina | - Everticyclammina sp.                            | - Aganane/Assit Bernai | Squelette calcaire | État marin ou lagon | Un foraminifère de la famille des Everticyclamminidae. Il représente une espèce apparentée à E. virguliana, connue du Jurassique moyen du Maroc |        |
| Haurania         | - Haurania amiji - Haurania deserta               | - Aganane - Aît Bou Guemez - An Blal - Assit Bernai - Gorges du Tisakht - Jbel Choucht - Jbel Rhat - Jbel Tarahalt - Jbel Tarkeddid - Tadghouit - Wazzant | Squelette calcaire | État marin ou lagon | Un foraminifère de la famille des Hauraniinae.                                                                                                  |        |
| Lituosepta       | - Lituosepta recoarensis - Lituosepta compressa   | - Aganane - Aît Bou Guemez - An Blal - Assit Bernai - Assit Lakhdar - Gorges de Taghia - Gorges du Tisakht - Jbel Choucht - Jbel Rhat - Jbel Tarahalt - Jbel Tarkeddid - Nit Blal—Tacht - Tadghouit - Wazzant                                                                                   | Squelette calcaire | État marin ou lagon | Un foraminifère de la famille des Mesoendothyridae.                                                                                             |        |
| Mayncina         | - Mayncina termieri                               | - Aganane - An Blal - Assit Bernai - Gorges du Tisakht - Jbel Choucht - Jbel Rhat - Jbel Tarahalt - Jbel Tarkeddid - Wazzant | Squelette calcaire | État marin ou lagon | Un foraminifère de la famille des Nezzazatoidea.                                                                                                |        |
| Mesoendothyra    | - Mesoendothyra sp.                               | - Aganane - An Blal - Assit Bernai - Wazzant | Squelette calcaire | État marin ou lagon | Un foraminifère de la famille des Mesoendothyridae.                                                                                             |        |
| Orbitopsella     | - Orbitopsella primaeva - Orbitopsella praecursor | - Aganane - Alt Blal - Alt Bou Guemez - Assif Bernal - Assif Lakhdar - Assif Imejdag - Col d'Adoumaz - Col du R'nim - Col (Tizi) n-Toudat - Gorges du Makin - Gorges de Taghia - Jbel Choucht - Jbel Mahan - Jbel Rhat - Taclghouit - Jbel Tadaghas - Jbel Tafenfent - Jbel Tarkeddid - Wazzant | Squelette calcaire | État marin ou lagon | Un foraminifère de la famille des Mesoendothyridae.                                                                                             |        |
| Pseudocyclammina | - Pseudocyclammina liasica                        | - Alt Blal - Wazzant | Squelette calcaire | État marin ou lagon | Un foraminifère de la famille des Pfenderinidae.                                                                                                |        |
| Pseudopfenderina | - Pseudopfenderina butterlini                     | - Aganane - An Blal - Assit Bernai - Gorges du Tisakht - Jbel Choucht - Jbel Rhat - Jbel Tarahalt - Jbel Tarkeddid - Wazzant | Squelette calcaire | État marin ou lagon | Un foraminifère de la famille des Pfenderinidae.                                                                                                |        |
| Siphovalvulina   | - Siphovalvulina sp.                              | - Aganane - An Blal - Assit Bernai - Wazzant | Squelette calcaire | État marin ou lagon | Un foraminifère de la famille des Pfenderinidae.                                                                                                |        |

## Algae
| Genre             | Espèce                                                     | Position stratigraphique | Matériel           | Habitude            | Notes | Images |
| ----------------- | ---------------------------------------------------------- | --- | ------------------ | ------------------- | --- | ------ |
| Boueina           | - Boueina sp.                                              | - Aganane - An Blal - Assit Bernai - Gorges du Tisakht - Jbel Choucht - Jbel Rhat - Jbel Tarahalt - Jbel Tarkeddid - Wazzant                                        | Squelette calcaire | État marin ou lagon | Une algue de la famille des Halimedaceae. |        |
| Cayeuxia          | - Cayeuxia liasica                                         | - Aganane - An Blal - Assit Bernai - Gorges du Tisakht - Jbel Choucht - Jbel Rhat - Jbel Tarahalt - Jbel Tarkeddid - Wazzant                                        | Squelette calcaire | État marin ou lagon | Une algue de la famille des Halimedaceae. |        |
| Paleodasycladus   | - Paleodasycladus mediterraneus                            | - Aganane - An Blal - Ait Athmane - Assemsouk - Assit Bernai - Gorges du Tisakht - Jbel Choucht - Jbel Rhat - Jbel Tarahalt - Jbel Tarkeddid - Ibaqalliwn - Wazzant | Squelette calcaire | État marin ou lagon | Une algue de la famille des Dasycladaceae. |        |
| Pseudolithocodium | - Pseudolithocodium carpathicum                            | - Aganane - An Blal - Assit Bernai - Col du R'nim - Gorges du Tisakht - Jbel Choucht - Jbel Rhat - Jbel Tarahalt - Jbel Tadaghas - Jbel Tarkeddid - Wazzant         | Squelette calcaire | État marin ou lagon | Une algue de la famille des Thaumatoporellales. |        |
| Sestrosphera      | - Sestrosphera liasina                                     | - Aganane - An Blal - Assit Bernai - Gorges du Tisakht - Jbel Choucht - Jbel Rhat - Jbel Tarahalt - Jbel Tarkeddid - Wazzant                                        | Squelette calcaire | État marin ou lagon | Une algue rouge de la famille des Solenoporaceae. Ce genre est le type dominant d'algues fossiles retrouvées sur la biozone A (Lituosepta recoarensis). |        |
| Thaumatoporella   | - Thaumatoporella parvovesiculifera - Thaumatoporella spp. | - Aganane - An Blal - Assit Bernai - Gorges du Tisakht - Jbel Choucht - Jbel Rhat - Jbel Tarahalt - Jbel Tarkeddid - Wazzant                                        | Squelette calcaire | État marin ou lagon | Une algue (Possible Chlorophyta) de la famille des Thaumatoporellales.                                                                                  |        |

## Invertébrés

### Ichnofossiles
| Genre           | Espèce                                             | Emplacement | Matériel                                 | Type                         | Fabriqué par | Notes | Images |
| --------------- | -------------------------------------------------- | --- | ---------------------------------------- | ---------------------------- | --- | --- | ------ |
| Arenicolites,   | - Arenicolites isp.                                | - Aganane - Alt Blal - Alt Bou Guemez - Assif Bernal - Assif Lakhdar - Assif Imejdag - Col d'Adoumaz - Col du R'nim - Col (Tizi) n-Toudat - Gorges du Makin - Gorges de Taghia - Jbel Choucht - Jbel Mahan - Jbel Rhat - Taclghouit - Jbel Tadaghas - Jbel Tafenfent - Jbel Tarkeddid - Wazzant                            | Traces d'habitation                      | Domichnia                    | - Domichnie - Polychètes (Spionida et Carpitellida) - Crustacés Amphipodan se nourrissant par suspension. - Les Sipuncula se nourrissant de dépôts. | Marin, saumâtre ou d'eau douce Terriers non ramifiés en forme de U, d'orientation subverticale, avec ou sans revêtement et remplissage passif. Sont communs dans les environnements côtiers modernes. |        |
| Chomatichnus,   | - Chomatichnus wegberensis                         | - Aganane - Alt Blal - Alt Bou Guemez - Assif Bernal - Assif Lakhdar - Assif Imejdag - Col d'Adoumaz - Col du R'nim - Col (Tizi) n-Toudat - Gorges du Makin - Gorges de Taghia - Jbel Choucht - Jbel Mahan - Jbel Rhat - Taclghouit - Jbel Tadaghas - Jbel Tafenfent - Jbel Tarkeddid - Wazzant                            | Fodinichnie tubulaire                    | Fodinichnia                  | - Decapoda - Annelides (Polychaeta) - Sipuncula | Interprété comme le terrier d'alimentation d'un animal se nourrissant de sédiments. |        |
| Chondrites,     | - Chondrites isp.                                  | - Aganane - Alt Blal - Alt Bou Guemez - Assif Bernal - Assif Lakhdar - Assif Imejdag - Col d'Adoumaz - Col du R'nim - Col (Tizi) n-Toudat - Gorges du Makin - Gorges de Taghia - Jbel Choucht - Jbel Mahan - Jbel Rhat - Taclghouit - Jbel Tadaghas - Jbel Tafenfent - Jbel Tarkeddid - Wazzant                            | Fodinichnie tubulaire                    | Fodinichnia                  | - Annelides (Polychaeta) - Sipuncula | Interprété comme le terrier d'alimentation d'un animal se nourrissant de sédiments. Une étude plus récente a trouvé que Scoloplos armiger et Heteromastus filiformis, présents dans la mer des Wadden allemande dans les parties inférieures des estrans, font des terriers qui sont homonymes avec de nombreuses traces fossiles de l'ichnogène.   |        |
| Rhizocorallium, | - Rhizocorallium parallelum - Rhizocorallium ispp. | - Aganane - Alt Blal - Alt Bou Guemez - Assif Bernal - Assif Lakhdar - Assif Imejdag - Col d'Adoumaz - Col du R'nim - Col (Tizi) n-Toudat - Gorges du Makin - Gorges de Taghia - Jbel Choucht - Jbel Mahan - Jbel Rhat - Taclghouit - Jbel Tadaghas - Jbel Tafenfent - Jbel Tarkeddid - Wazzant                            | Fodinichnia tubulaire                    | Domichnia et/ou fodinichnia. | - Crustacés - Annelidés - Poissons | Terrier d'habitation et d'alimentation d'un suspensivore ou d'un dépositivore, généralement associé à des eaux peu profondes. | .      |
| Skolithos,      | - Skolithos isp.                                   | - Aganane - Alt Blal - Alt Bou Guemez - Assif Bernal - Assif Lakhdar - Assif Imejdag - Col d'Adoumaz - Col du R'nim - Col (Tizi) n-Toudat - Gorges du Makin - Gorges de Taghia - Jbel Choucht - Jbel Mahan - Jbel Rhat - Taclghouit - Jbel Tadaghas - Jbel Tafenfent - Jbel Tarkeddid - Wazzant                            | Terriers cylindriques à subcylindriques. | Domichnia                    | - Polychaetes - Polychètes - Phoronidans | Ichnofossiles en forme de terrier, fabriqués par des organismes qui avancent sur la surface du fond. Puits très étroits, verticaux ou subverticaux, légèrement sinueux et non revêtus, remplis de boue. Interprétés comme des structures d'habitation d'animaux vermiformes ; plus précisément, le domichnion d'un ver suspensivore ou phoronidans. | .      |
| Thalassinoides, | - Thalassinoides suevicus - Thalassinoides isp.    | - Aganane - Ait Athmane - Alt Blal - Alt Bou Guemez - Assif Bernal - Assif Lakhdar - Assif Imejdag - Col d'Adoumaz - Col du R'nim - Col (Tizi) n-Toudat - Gorges du Makin - Gorges de Taghia - Jbel Choucht - Jbel Mahan - Jbel Rhat - Taclghouit - Jbel Tadaghas - Jbel Tafenfent - Jbel Tarkeddid - Ibaqalliwn - Wazzant | Fodinichnie tubulaire                    | Fodinichnia                  | - Thalassinidea - Plusieurs crustacés (Anomura, Decapoda) - Annelides (Polychaeta) - Sipuncula - Dipnoi                                             | ichnofossiles de type terrier. Grands systèmes de terriers constitués d'éléments à parois lisses, essentiellement cylindriques. Les caractéristiques sédimentaires communes sont les traces fossiles de "Thalassinoides" dans les intervalles de marne fissile à argile.                                                                            | .      |
| Zoophycos,      | - Zoophycos isp.                                   | - Aganane - Alt Blal - Alt Bou Guemez - Assif Bernal - Assif Lakhdar - Assif Imejdag - Col d'Adoumaz - Col du R'nim - Col (Tizi) n-Toudat - Gorges du Makin - Gorges de Taghia - Jbel Choucht - Jbel Mahan - Jbel Rhat - Taclghouit - Jbel Tadaghas - Jbel Tafenfent - Jbel Tarkeddid                                      | Traces d'habitation                      | Domichnia & Fodinichnia      | - Polychètes (Spionida et Carpitellida) - Les Sipuncula se nourrissent de dépôts.                                                                   | Elle a été reliée aux Echiuras, mais aussi à des vers polychètes qui se déplacent et se nourrissent. |        |

### Anthozoa
| Genre               | Espèce                                      | Position stratigraphique | Matériel                        | Notes | Images |
| ------------------- | ------------------------------------------- | ------------------------ | ------------------------------- | --- | ------ |
| Ampakabastraea      | - Ampakabastraea sp.                        | - Ait Athmane            | Morceaux de squelette calcifiés | Un corail de la famille Stylinidae. |        |
| Archaeosmilia       | - Archaeosmilia beata - Archaeosmilia sp.   | - Ait Athmane            | Morceaux de squelette calcifiés | Un corail de la famille Zardinophyllidae. Les coraux du Pliensbachien tardif de la formation d'Aganane se limitent principalement à Retiophyllia, Thamnasteria et Archaeosmilia. |        |
| Archaeosmiliopsis   | - Archaeosmiliopsis sp.                     | - Ait Athmane            | Morceaux de squelette calcifiés | Un corail de la famille Archaeosmiliidae. |        |
| Oppelismilia        | - Oppelismilia sp.                          | - Assemsouk              | Morceaux de squelette calcifiés | Un corail de la famille Oppelismiliidae. |        |
| Phacelostylophyllum | - Phacelostylophyllum sp.                   | - Assemsouk              | Morceaux de squelette calcifiés | Un corail de la famille Stylophyllidae. |        |
| Phacelophyllia      | - Phacelophyllia sp.                        | - Ait Athmane            | Morceaux de squelette calcifiés | Un corail de la famille Dermosmiliidae. |        |
| Periseris           | - Periseris sp.                             | - Ait Athmane            | Morceaux de squelette calcifiés | Un corail de la famille Latomeandridae. |        |
| Retiophyllia        | - Retiophyllia zizensis - Retiophyllia spp. | - Ait Athmane            | Morceaux de squelette calcifiés | Un corail de la famille Reimaniphylliidae. Le genre phacéloïde de ce site est similaire au genre commun du Trias Retiophyllia.                                                   |        |
| Thamnasteria        | - Thamnasteria cf. mettensis                | - Ait Athmane            | Morceaux de squelette calcifiés | Un corail de la famille Thamnasteriidae. |        |

### Demospongea
| Genre         | Espèce                    | Position stratigraphique | Matériel           | Habitude            | Notes | Images |
| ------------- | ------------------------- | --- | ------------------ | ------------------- | --- | ------ |
| Cladocoropsis | - Cladocoropsis mirabilis | - Aganane - An Blal - Assit Bernai - Gorges du Tisakht - Jbel Choucht - Jbel Rhat - Jbel Tarahalt - Jbel Tarkeddid - Wazzant | Squelette calcaire | État marin ou lagon | Une éponge de la famille Cladocoropsidae. Les fossiles de ce genre et d'autres éponges non identifiées se trouvent couramment dans les dépôts récifaux, associés aux coraux. |        |

### Crustacea
| Genre        | Espèce                                           | Position stratigraphique                           | Matériel   | Habitude            | Notes | Images |
| ------------ | ------------------------------------------------ | -------------------------------------------------- | ---------- | ------------------- | --- | ------ |
| Parafavreina | - Parafavreina thoronetensis - Parafavreina spp. | - Aganane - Ait Athmane - Assemsouk - Col du R'nim | Coprolites | État marin ou lagon | Coprolites fossiles de Crustacés, assignés à l'ichnofamille des Favreinidae. Les coprolithes de crustacés sont plus abondants dans les dépôts lagunaires, où ils sont associés aux récifs. Possiblement des coprolithes de Thalassinidea |        |

### Brachiopoda
| Genre         | Espèce                                                                                       | Position stratigraphique                                                           | Matériel          | Notes | Images |
| ------------- | -------------------------------------------------------------------------------------------- | ---------------------------------------------------------------------------------- | ----------------- | --- | ------ |
| Calcirhynchia | - Calcirhynchia moghrabiensis - Calcirhynchia spp.                                           | - Tizi n’Talrhemt - Telouet                                                        | Coquilles isolées | Un Cirpinae saumâtre (Brachiopode) Relativement abondant sur les dépôts de bord de mer. Il a été initialement identifié comme faisant partie du genre Rhynchonella |        |
| Hesperithyris | - Hesperithyris atlantis - Hesperithyris termieri - Hesperithyris reinerii                   | - Aïn Kahla - Aïn Leuh - Almis du Guigou - Taïlilout - Tazioualt - Vallée d’Ounila | Coquilles isolées | Un Zeilleriidae saumâtre (Brachiopode) |        |
| Spiriferina   | - Spiriferina betacalcis - Spiriferina mediterranea                                          | - Chebbout bou Hedli                                                               | Coquilles isolées | Un Spiriferinidae saumâtre (Brachiopode) |        |
| Tauromenia    | - Tauromenia aretusa - Tauromenia polymorpha - Tauromenia itoensis - Tauromenia brevicostata | - Col de Talrhemt - Ito - SW du Jbel Anremeur                                      | Coquilles isolées | Un Zeilleriidae saumâtre (Brachiopode) |        |

### Bivalves
| Genre           | Espèce                                                   | Position stratigraphique | Matériel          | Notes | Images |
| --------------- | -------------------------------------------------------- | --- | ----------------- | --- | ------ |
| Arcomytilus,    | - Arcomytilus furcatus                                   | - Assemsouk - Tazioualt | Coquilles isolées | Un Mytilidae saumâtre (Bivalve). |        |
| Cochlearites,   | - Cochlearites loppianus - Cochlearites spp.             | - Aganane - An Blal - Ait Athmane - Assemsouk - Assit Bernai - Gorges du Tisakht - Jbel Choucht - Jbel Rhat - Jbel Tarahalt - Jbel Tarkeddid - Tizi n'Tizint | Coquilles isolées | Un Pterioida saumâtre (Bivalve). Un grand bivalve, avec une coquille subéquivalente, pouvant atteindre 60-70 cm de haut. C'est l'un des trois principaux bivalves retrouvés sur le Faciès Lithiotis, dont les accumulations recouvrent généralement des coquinas mégalodontides. |        |
| Eomiodon,       | - Eomiodon serradensis - Eomiodon spp.                   | - Aganane - An Blal - Ait Athmane - Assemsouk - Assit Bernai - Gorges du Tisakht - Jbel Choucht - Jbel Rhat - Jbel Tarahalt - Jbel Tarkeddid - Tizi n'Tizint | Coquilles isolées | Un Neomiodontidae saumâtre (Bivalve). Ce genre est considéré comme un suspensivore opportuniste de l'infaune peu profonde, et le genre marqueur des environnements saumâtres. |        |
| Fimbria,        | - Fimbria trulla - Fimbria spp.                          | - Assemsouk - Tizi n'Tizint | Coquilles isolées | Un Lucinidae saumâtre (Bivalve). |        |
| Gervillioperna, | - Gervillioperna atlanta - Gervillioperna spp.           | - Ait Athmane - Assemsouk | Coquilles isolées | Un Malleidae saumâtre (Bivalve). Abondant le long des radicelles, indiquant un environnement lagunaire ou marécageux très peu profond et restreint |        |
| Liogryphaea,    | - Liogryphaea arcuata - Liogryphaea spp.                 | - Ait Athmane - Assemsouk | Coquilles isolées | Un Gryphaeidae saumâtre (Bivalve). Ce genre développe un biostrome d'huître matérielle notoire à Aït Athmane, où se forme une couche discontinue, parcellaire, développée sous lithification sous-marine et un enrichissement relatif en matières terrigènes.                    |        |
| Lithioperna,    | - Lithioperna scutata - Lithioperna spp.                 | - Aganane - An Blal - Ait Athmane - Assemsouk - Assit Bernai - Gorges du Tisakht - Jbel Choucht - Jbel Rhat - Jbel Tarahalt - Jbel Tarkeddid - Tizi n'Tizint | Coquilles isolées | Un Pterioida saumâtre (Bivalve). Ce genre a été fondé pour être un bivalve avec un stade juvénile byssate qui a développé différents modes de vie à l'âge adulte selon la densité des individus et la fermeté du fond                                                            |        |
| Lucina,         | - Lucina sp.                                             | - Assemsouk - Tizi n'Tizint | Coquilles isolées | Un Lucinidae saumâtre (Bivalve). |        |
| Mytiloperna,    | - Mytiloperna spp.                                       | - Aganane - An Blal - Ait Athmane - Assemsouk - Assit Bernai - Gorges du Tisakht - Jbel Choucht - Jbel Rhat - Jbel Tarahalt - Jbel Tarkeddid                 | Coquilles isolées | Un Malleidae saumâtre (Bivalve). |        |
| Opisoma,        | - Opisoma menchikoffi - Opisoma excavatum - Opisoma spp. | - Ait Athmane - Assemsouk - Bou Dahar - Grand Pic de l'Ouarsenis - Tizi n'Tizint                                                                             | Coquilles isolées | Un Astartidae saumâtre (Bivalve). Est considéré comme un genre qui a évolué à partir d'ancêtres fouisseurs peu profonds, devenant secondairement un semi-faune couché sur le bord adapté à la photosymbiose.                                                                     |        |
| Pachyrisma,     | - Pachyrisma crassa - Pachyrisma spp.                    | - Aganane - An Blal - Ait Athmane - Assemsouk - Assit Bernai - Gorges du Tisakht - Jbel Choucht - Jbel Rhat - Jbel Tarahalt - Jbel Tarkeddid                 | Coquilles isolées | Un Pachyrismatidae saumâtre (Bivalve). |        |
| Pecten,         | - Pecten juhanus                                         | - Assemsouk - Tizi n'Tizint | Coquilles isolées | Un Pectinoidae saumâtre (Bivalve). |        |
| Pholadomya,     | - Pholadomya scutata                                     | - Assemsouk | Coquilles isolées | Un Pholadomyidae saumâtre (Bivalve). |        |
| Protodiceras,   | - Protodiceras pumilum - Protodiceras spp.               | - Aganane - An Blal - Ait Athmane - Assemsouk - Assit Bernai - Gorges du Tisakht - Jbel Choucht - Jbel Rhat - Jbel Tarahalt - Jbel Tarkeddid                 | Coquilles isolées | Un Pachyrismatidae saumâtre (Bivalve). |        |

### Gasteropoda
| Genre    | Espèce         | Position stratigraphique  | Matériel          | Notes | Images |
| -------- | -------------- | ------------------------- | ----------------- | --- | ------ |
| Nerinea, | - Nerinea spp. | - Ait Athmane - Assemsouk | Coquilles isolées | Un Nerineidae saumâtre (Escargot). Les spécimens locaux semblent avoir de la matière algale sur les coquilles, ce qui indique un environnement lagunaire restreint. |        |
| Scurria, | - Scurria spp. | - Assemsouk               | Coquilles isolées | Un Nerineidae saumâtre (Patellogastropoda). Scurria a été trouvée dans la structure d'Assemsouk sur une valve de Cochlearites et une excavation ovoïde peu profonde, similaire à la trace de repos d'une patelle, a été trouvée à l'intérieur d'un Lithiotis transporté. |        |

### Ammonites
| Genre         | Espèce                                                  | Position stratigraphique                   | Matériel          | Notes | Images |
| ------------- | ------------------------------------------------------- | ------------------------------------------ | ----------------- | --- | ------ |
| Arieticeras   | - Arieticeras ceratitoïdes - Arieticeras cf. algovianum | - Jbel Aït Abess - Midelt - Zawyat Ahançal | Coquilles isolées | Un Hildoceratidae saumâtre (Ammonitida). Arieticeras cf. algovianum cest indicateur du Domérien moyen (Pliensbachien supérieur) dans la zone supérieure |        |
| Fuciniceras   | - Fuciniceras mellahense - Fuciniceras volubile         | - Beni-Mellal                              | Coquilles isolées | Un Hildoceratidae saumâtre (Ammonitida). |        |
| Seguenziceras | - Seguenziceras cf.algovianum                           | - Tamsift                                  | Coquilles isolées | Un Polymorphitidae saumâtre (Ammonitida). |        |
| Tropidoceras  | - Tropidoceras cf. demonense - Tropidoceras spp.        | - Ifrane                                   | Coquilles isolées | Un Polymorphitidae saumâtre (Ammonitida). |        |
| Uptonia       | - Uptonia jamesoni - Uptonia spp.                       | - Tazioualt                                | Coquilles isolées | Un Polymorphitidae saumâtre (Ammonitida). |        |

### Annelida
| Genre      | Espèce | Position stratigraphique | Matériel           | Habitude            | Notes | Images |
| ---------- | ------ | --- | ------------------ | ------------------- | --- | ------ |
| Serpulidae | Indet  | - Aganane - An Blal - Ait Athmane - Assemsouk - Assit Bernai - Gorges du Tisakht - Jbel Choucht - Jbel Rhat - Jbel Tarahalt - Jbel Tarkeddid | Squelette calcaire | État marin ou lagon | Une Sabellida de la famille des Serpulidae. Ces annélides se trouvent aussi bien dans les faciès récifaux que dans les dépôts lagunaires |        |

## Pistes de dinosaures

### Theropoda
| Genre           | Espèce                                                        | Emplacement | Matériel          | Notes | Images |
| --------------- | ------------------------------------------------------------- | --- | ----------------- | --- | ------ |
| Anchisauripus,  | - Anchisauripus isp.                                          | - Aït Blal - Akourbi - Assif-n-Sremt - Issil-n-Aït Arbi tracksite - Tabant - Talsnant                                        | Empreintes de pas | Traces de théropodes, membres de l'ichnofamille Anchisauripodidae, incertade sedis à l'intérieur de Neotheropoda. Attribué aux dinosaures de type Coelophysidae |        |
| Argoides,       | - Argoides isp.                                               | - Aït Blal - Assif-n-Sremt - Ibaqualiwn - Iskatafene                                                                         | Empreintes de pas | Traces de théropodes, membres de l'ichnofamille Anchisauripodidae, incertade sedis à l'intérieur de Neotheropoda. Pris à l'origine pour des pistes de coelurosaur, ces spécimens ont des pes qui ressemblent à ceux des Noasauridés et autres Abelisauroïdes. Comprend une piste pathologique avec des preuves de boiterie, ainsi que trois morphtypes : Didactyle, tridactyle et tétradactyle de théropodes. |        |
| Carmelopodus,   | - Carmelopodus isp.                                           | - Ibaqualiwn - Tizi-n-Aït | Empreintes de pas | Traces de théropodes, membres de la famille des ichnofibres Eubrontidae, incertade sedis à l'intérieur de Theropoda. Traces de cératosaures. Comprend la plus grande piste du Jurassique inférieur du Maroc. |        |
| Eubrontes       | - Eubrontes isp.                                              | - Aït Blal - Aït Kelelch - Assif-n-Sremt - Tizi-n-Aït - Waougoulzat                                                          | Empreintes de pas | Les traces de théropodes, membre type de l'ichnofamille Eubrontidae, incertade sedis à l'intérieur de Theropoda. Eubrontes est apparenté au genre Dilophosaurus, représentant un Néotheropode basal. |        |
| Grallator,      | - Grallator tuberosus - Grallator variabilis - Grallator isp. | - Akourbi - Aït Blal - Ansous - Assif-n-Sremt - Ibaqualiwn - Issil-n-Aït Arbi - Tabant - Sidi Moussa tracksite - Waougoulzat | Empreintes de pas | Les traces de théropodes, membre type de l'ichnofamille Grallatoridae, incertade sedis à l'intérieur de Theropoda. Attribué aux dinosaures de type Coelophysidae et Dilophosaurus |        |
| Megalosauripus, | - Megalosauripus isp.                                         | - Akourbi - Ibaqualiwn - Tizi-n-Aït                                                                                          | Empreintes de pas | Traces de théropodes, membres de la famille des ichnofibres Eubrontidae, incertade sedis à l'intérieur de Theropoda. Traces de tétanuriens, certaines avec une ressemblance avec les Allosauroïdes. |        |
| Plesiornis?     | - Plesiornis? isp.                                            | - Aït Blal | Empreintes de pas | Traces de théropodes, membres de l'ichnofamille Anchisauripodidae, incertade sedis à l'intérieur de Neotheropoda. Théropodes avec des pattes semblables à celles des oiseaux ou Coelurosaures |        |
| Theropodipedia, | - Theropodipedia ichnog. indéterminé                          | - Akourbi - Aït Blal - Ansous - Ibaqualiwn - Iba Ziz - Issil-n-Aït Arbi - Tabant - Sidi Moussa - Waougoulzat                 | Empreintes de pas | Traces de théropodes d'affinité incertaine |        |

### Sauropodomorpha
| Genre               | Espèce                                   | Emplacement | Matériel          | Notes | Images |
| ------------------- | ---------------------------------------- | --- | ----------------- | --- | ------ |
| Brontopodus,        | - Brontopodus isp.                       | - Ibaqalliwn | Empreintes de pas | Traces de sauropodes, membre type de l'ichnofamille Parabrontopodidae, incertade sedis à l'intérieur de Sauropodomorpha. Comprend des traces avec des pes similaires à celles de Eusauropoda.                                          |        |
| Eosauropus,         | - Eosauropus isp.                        | - Assif-n-Sremt - Ibaqalliwn | Empreintes de pas | Traces de sauropodes, membre type de l'ichnofamille Parabrontopodidae, incertade sedis à l'intérieur de Sauropodomorpha. Comprend des traces avec des pes similaires à celles de Blikanasaurus.                                        |        |
| Otozoum,            | - Otozoum moodii - Otozoum isp.          | - Ibaqalliwn - Issil-n-Aït Arbi - Timit                                                                                               | Empreintes de pas | Traces de sauropodomorphes, membre type de l'ichnofamille Otozoidae, incertade sedis à l'intérieur de Sauropodomorpha. Comprend une gigantesque piste de 84 cm qui représente le plus grand Otozoum jamais décrit dans la littérature. |        |
| Parabrontopodus     | - Parabrontopodus isp.                   | - Assif-n-Sremt - Aguerd - Ibaqalliwn - Tigharguenine - Tizi-n-Aït - Waougoulzat                                                      | Empreintes de pas | Traces de sauropodes, membre type de l'ichnofamille Parabrontopodidae, incertade sedis à l'intérieur de Sauropodomorpha. Comprend des traces avec des pes similaires à celles de Vulcanodon (peut-être laissées par Tazoudasaurus ?).  |        |
| Pseudotetrasauropus | - Pseudotetrasauropus isp.               | - Issil-n-Aït Arbi | Empreintes de pas | Traces de sauropodomorphes, membre type de l'ichnofamille Otozoidae, incertade sedis à l'intérieur de Sauropodomorpha. |        |
| Sauropodomorphidia, | - Sauropodomorphidia ichnog. indéterminé | - An - Assif-n-Sremt - Jbel Azourki - Ibaqalliwn - Iba'ziz - Issil-n-Aït Arbi - Tabant - Tizi-n-Aït - Tigharguenine - Timit tracksite | Empreintes de pas | Traces de sauropodomorphes d'affinité incertaine. |        |
| Sauropodina,        | - Sauropodina ichnog. indéterminé        | - Ait Waggown - Ansous - Tizi-n-Aït - Tabant - Timit - Iba'ziz - Tigharguenine - Waougoulzat                                          | Empreintes de pas | Traces de sauropodes d'affinité incertaine |        |

### Ornithischia
| Genre        | Espèce | Emplacement | Matériel          | Notes | Images |
| ------------ | ------ | ----------- | ----------------- | --- | ------ |
| Euryopdipida | Indet. | - Ansous    | Empreintes de pas | Traces de thyréophores, membre type de l'ichnofamille Euryopdipida, incertade sedis à l'intérieur du Neornithischia. Est considéré comme synonyme de l'ichnogène Anomoepus. Les pistes décrites ressemblent aux pieds basaux des Thyreorphora. Les traces liées au genre sont vinculées avec des genres tels que Scelidosaurus, dont les fossiles ont été trouvés dans les strates du Pliensbachien en Angleterre. |        |

## Plantae
A Jebel Azourki, à l'époque domérienne, on a enregistré plusieurs lithofaciès, de 1 à 5, mais avec un 6ème supplémentaire, dont la finalité stratigraphique est douteuse, puisqu'il peut s'agir du Pliensbachien ou du Toarcien et dans ce dernier cas appartenir à la Formation Tafraout, de schistes laminés gris moyen à noir avec des stries de charbon et d'abondants fragments végétaux. Ces schistes noirs du lithofaciès sont interprétés comme représentant un marais supratidal développé aux bords d'une zone intertidale et d'une lagune. Ils sont très similaires à ceux décrits sur la Formation de Rotzo en Italie du Nord, où une grande collection de plantes et d'ambre a été récupérée.

## Galerie de photos

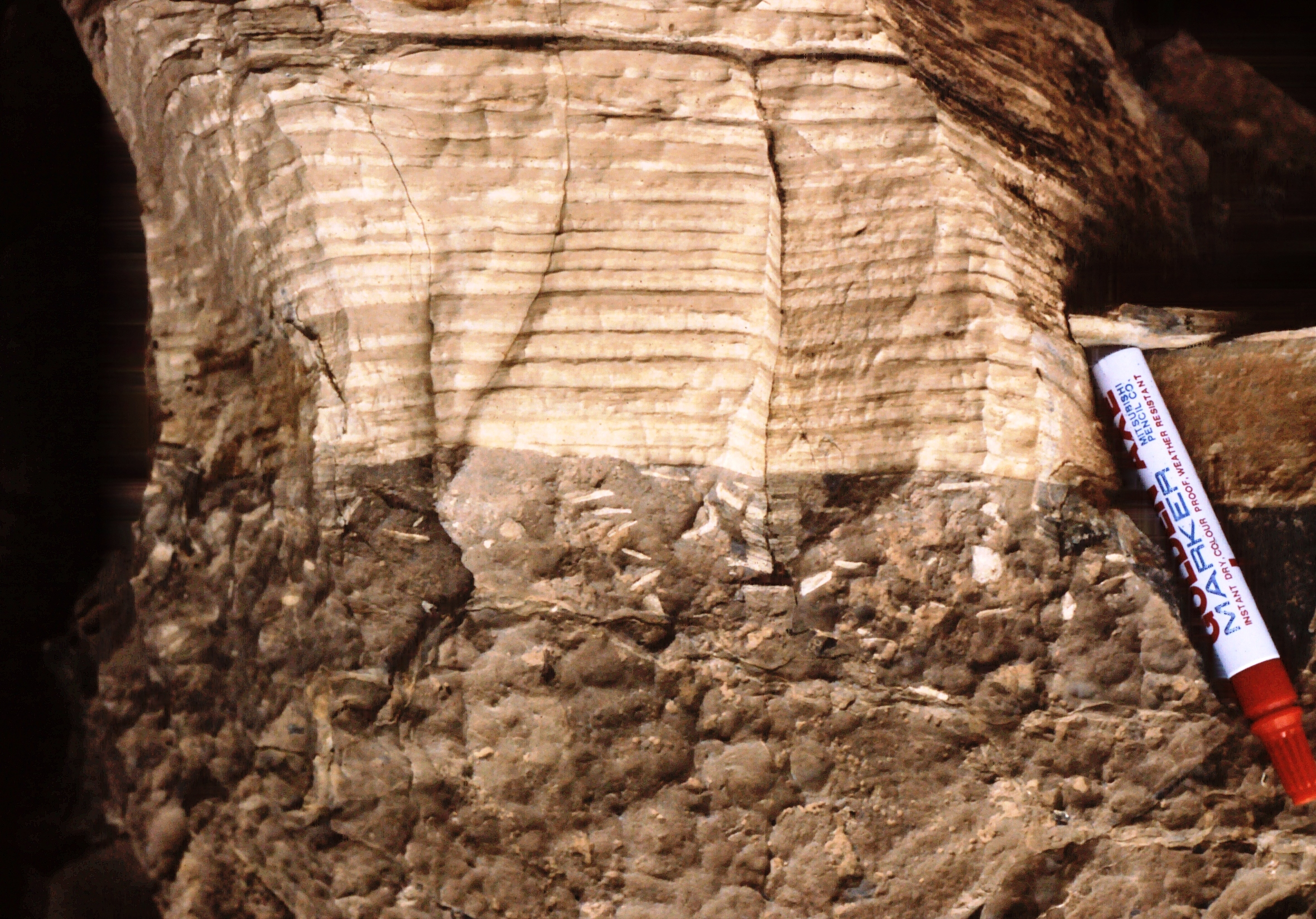
Cycle émersif métrique dans la plate-forme carbonatée. Dépôt de lagon marin à foraminifères puis laminations algaires dolomitisées en milieu intertidal à supratidal.
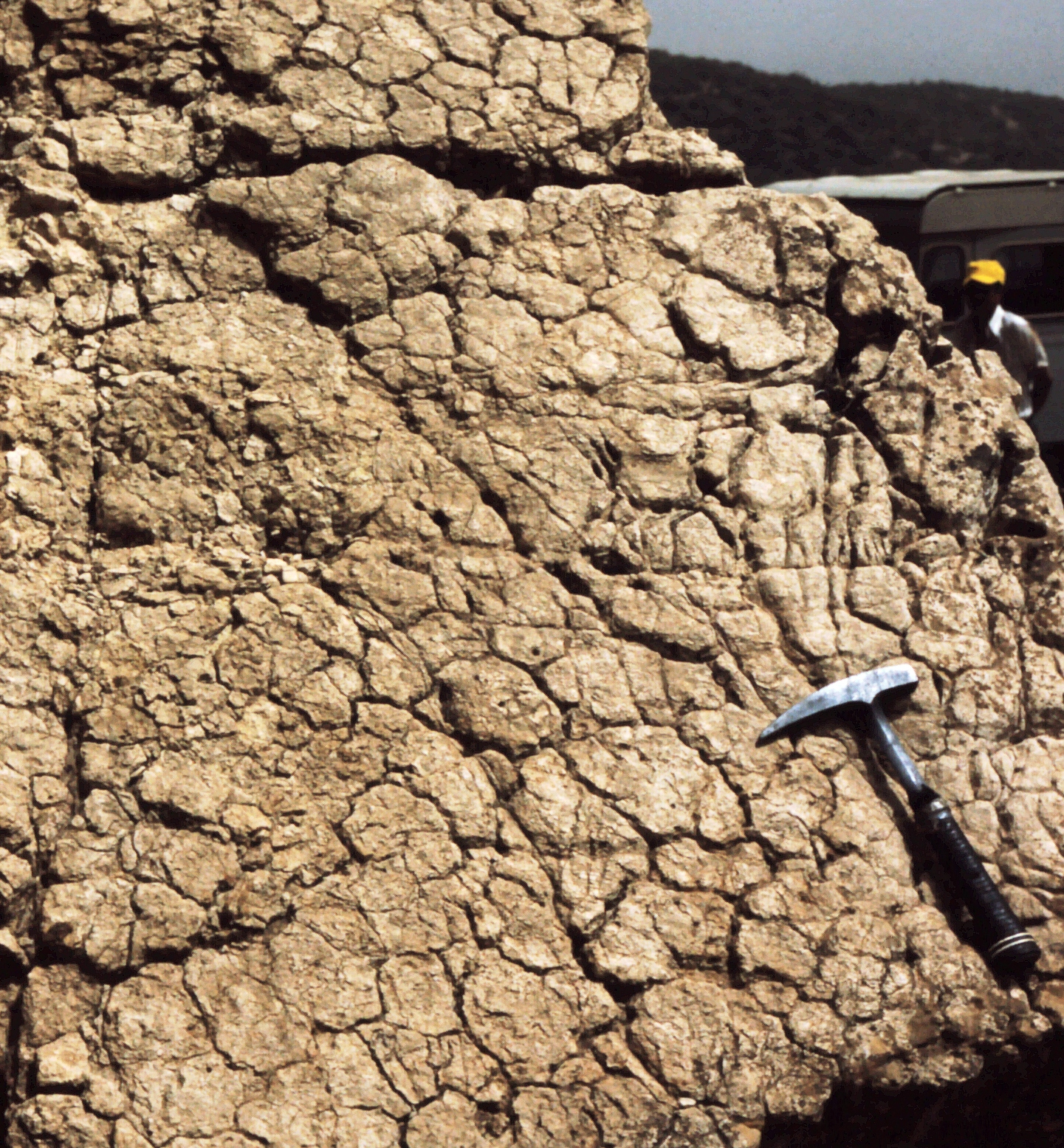
Fentes de dessiccation à la surface d'un banc de calcaire dolomitisé, sommet de cycle émersif métrique du lagon de la plate-forme liasique.
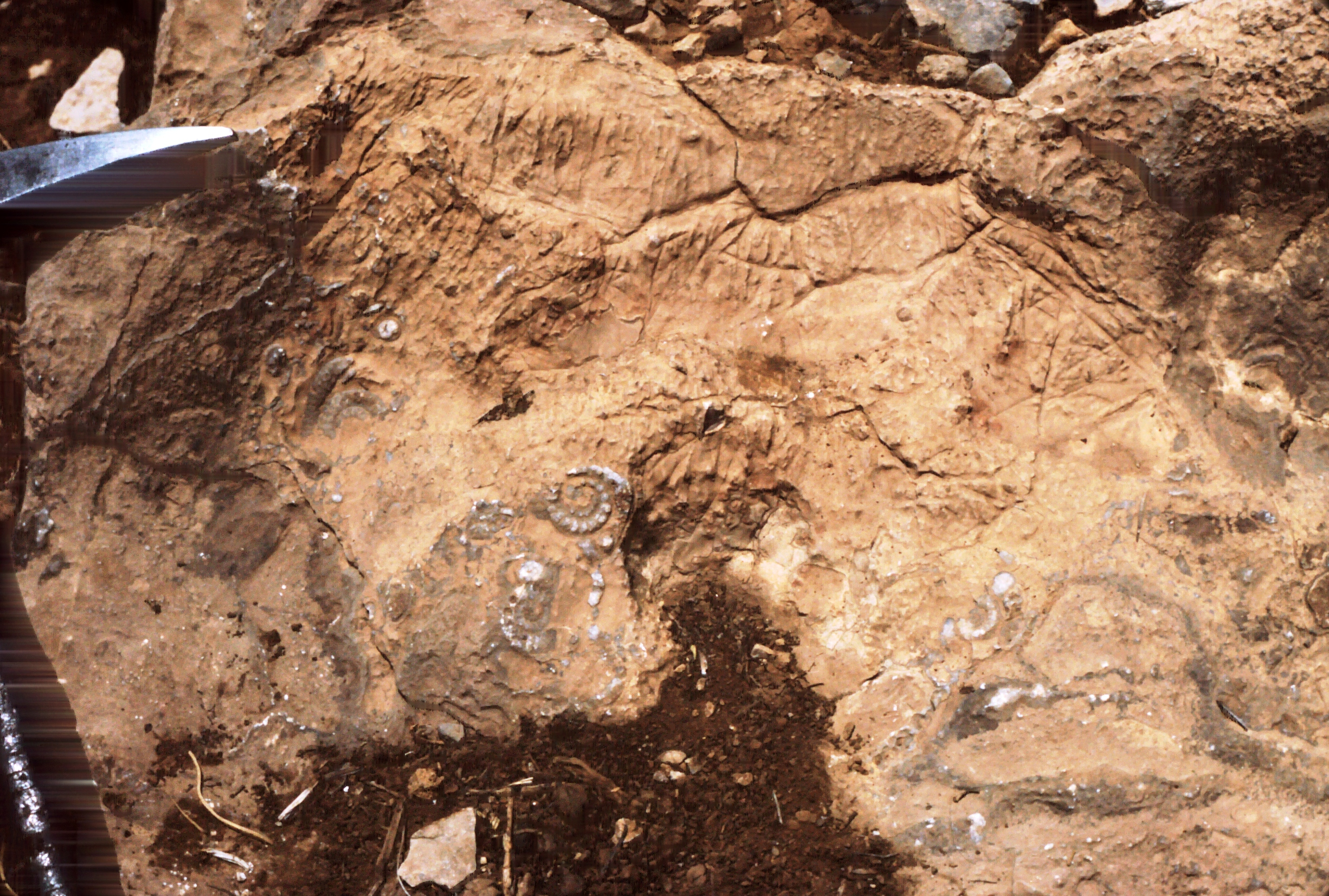
Ammonites et bélemnites déplacées sur le platier supratidal ("teepee") par une vague de tempête ou un courant de marée
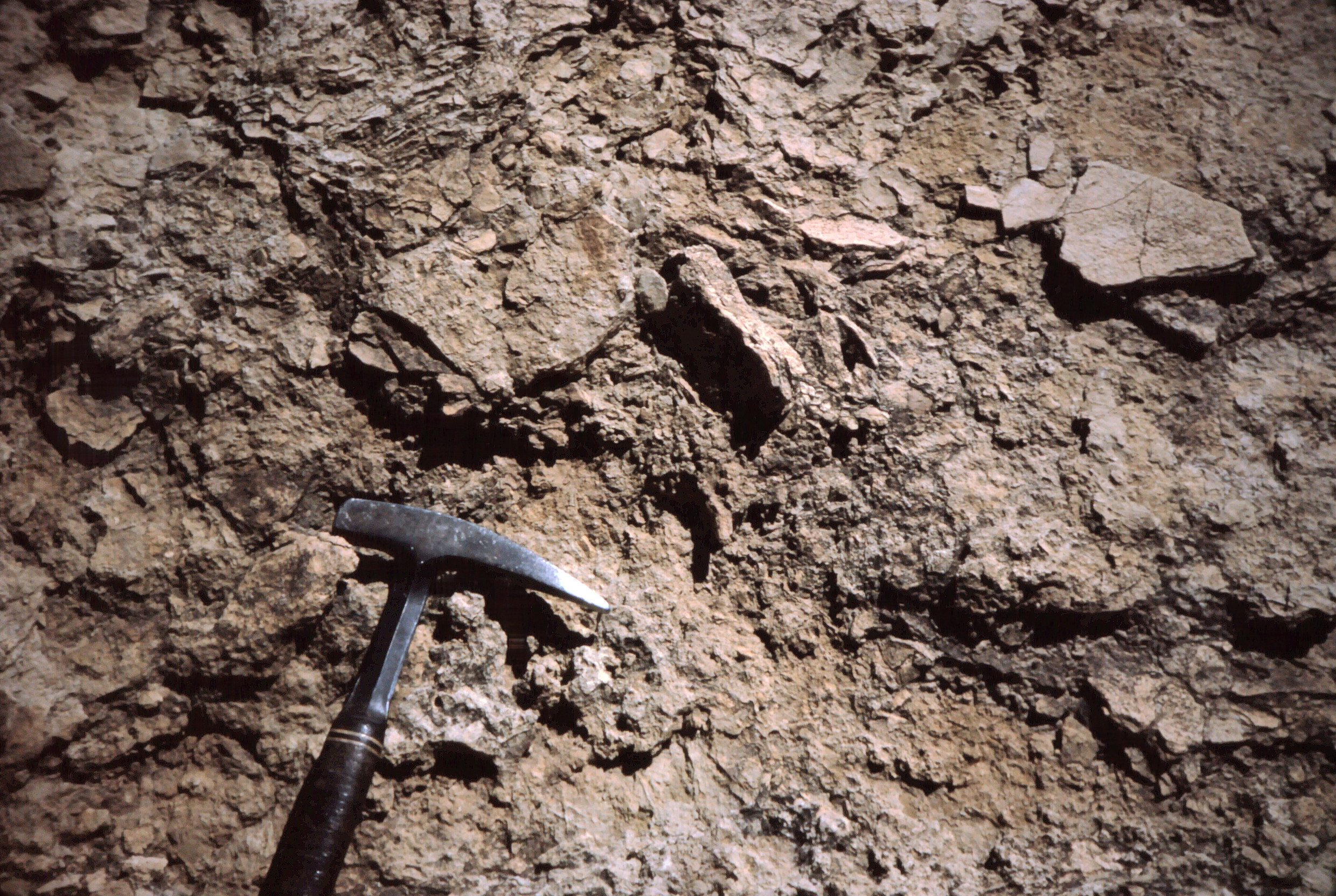
Brèche de tempête au sommet d'une séquence régressive métrique.
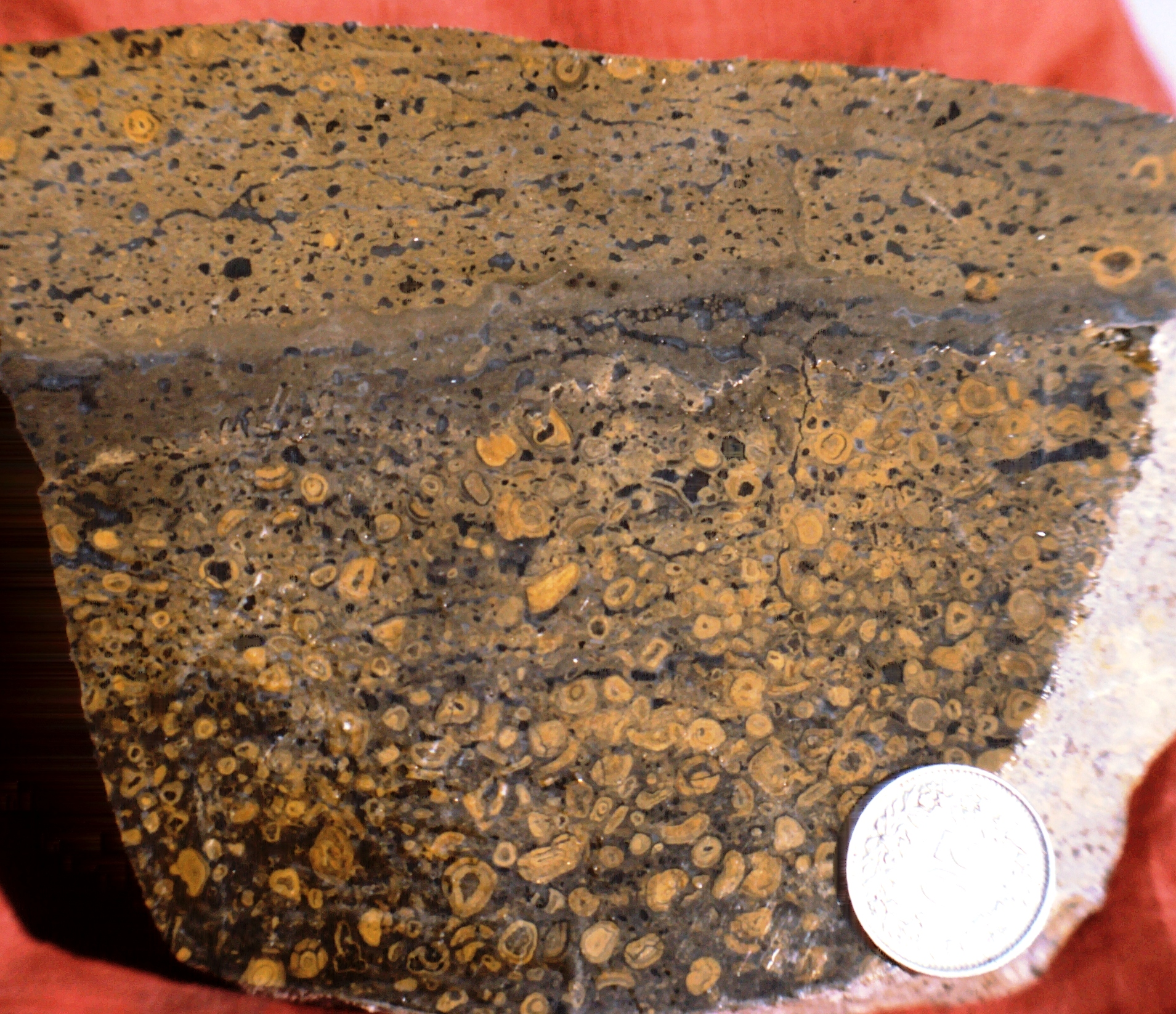
Pisolithes vadoses et "birdseyes" dans un sable carbonaté côtier, émergé; plate-forme externe.
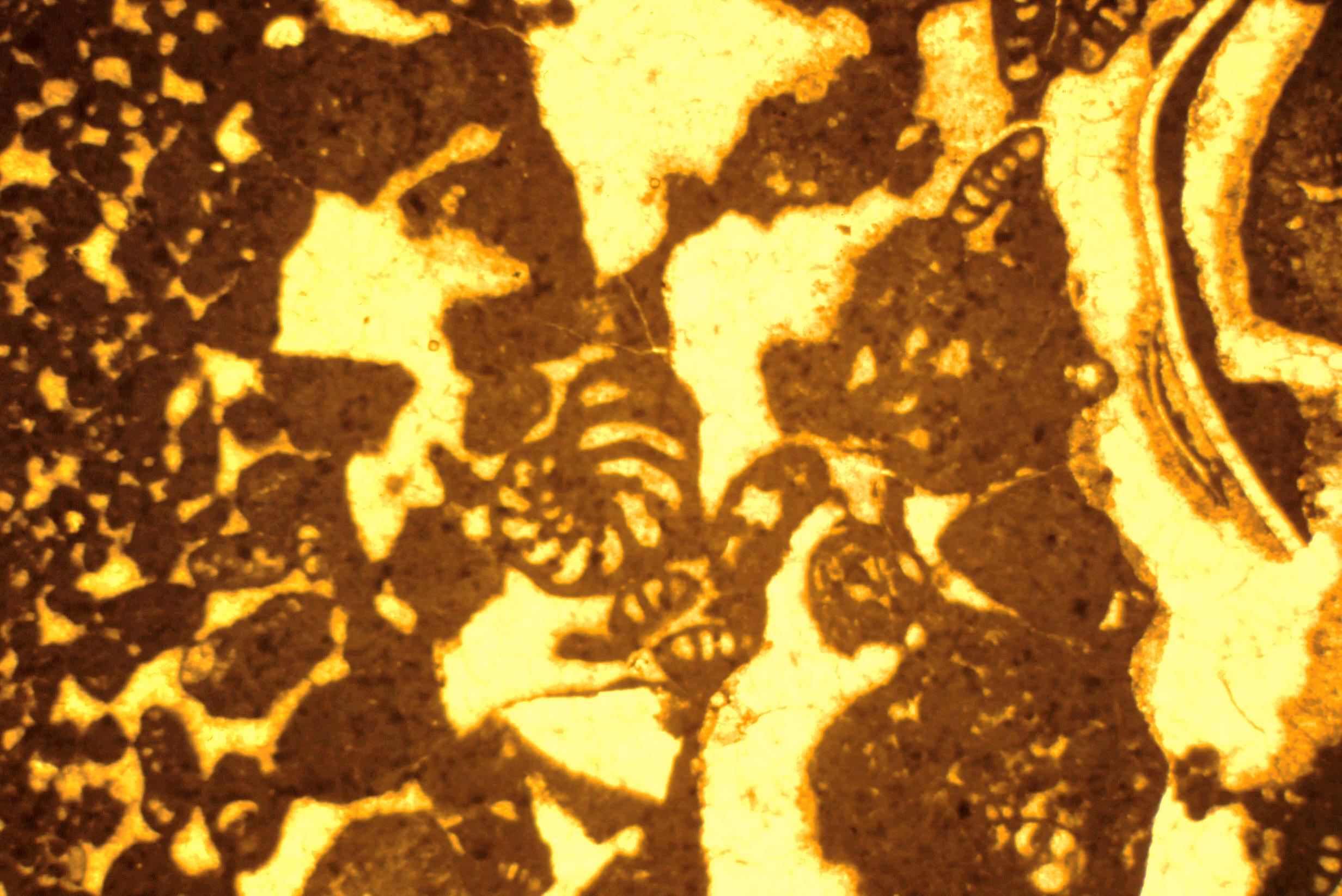
Diagenèse aérienne, supratidale (vadose) dans un sable carbonaté à foraminifères déplacés par les courants de marée et les vagues de tempêtes sur le platier.
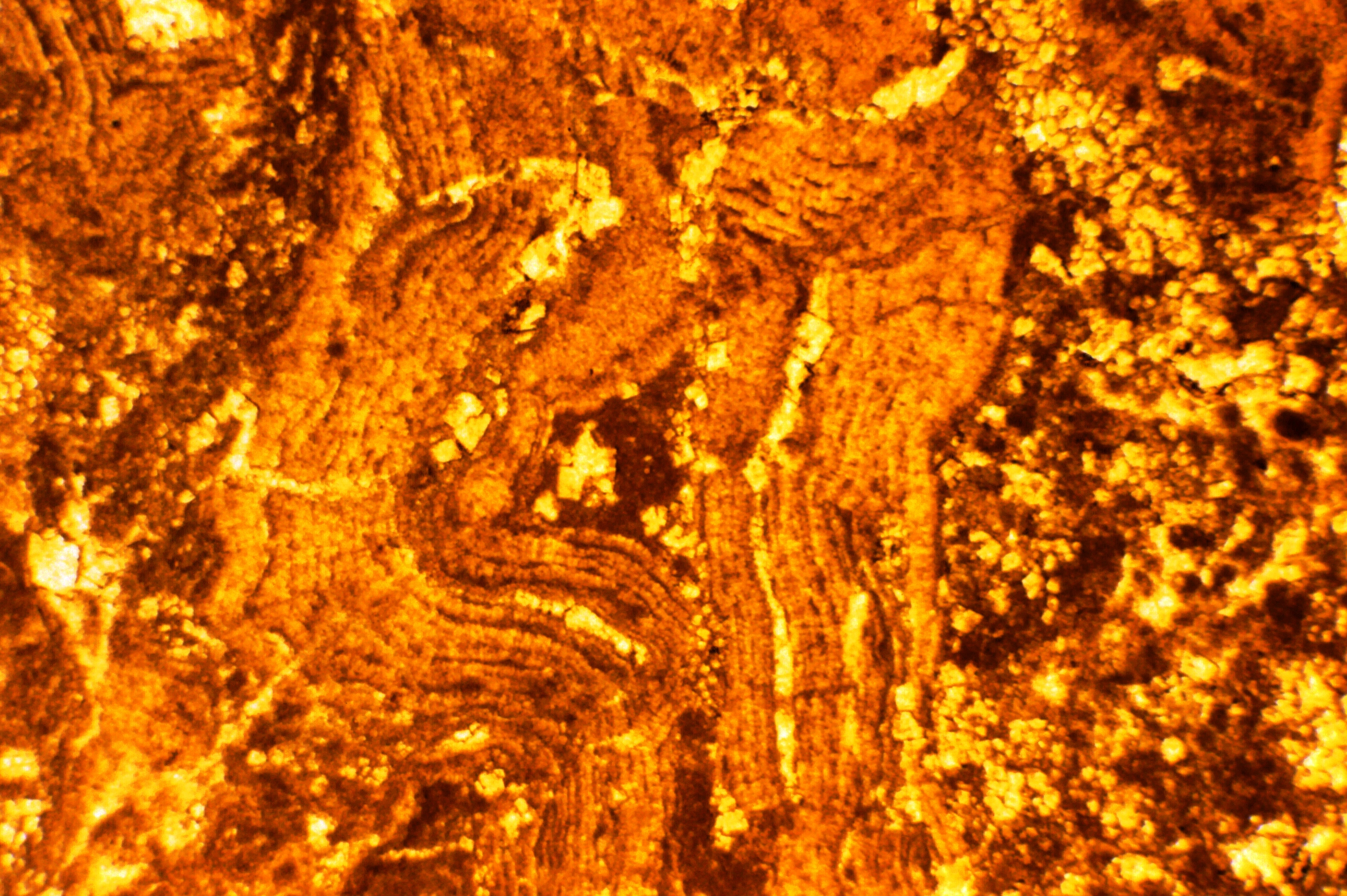
Lame mince: calcretes (croûtes calcaires) remaniées dans un sédiment côtier graveleux, en partie dolomitisé.
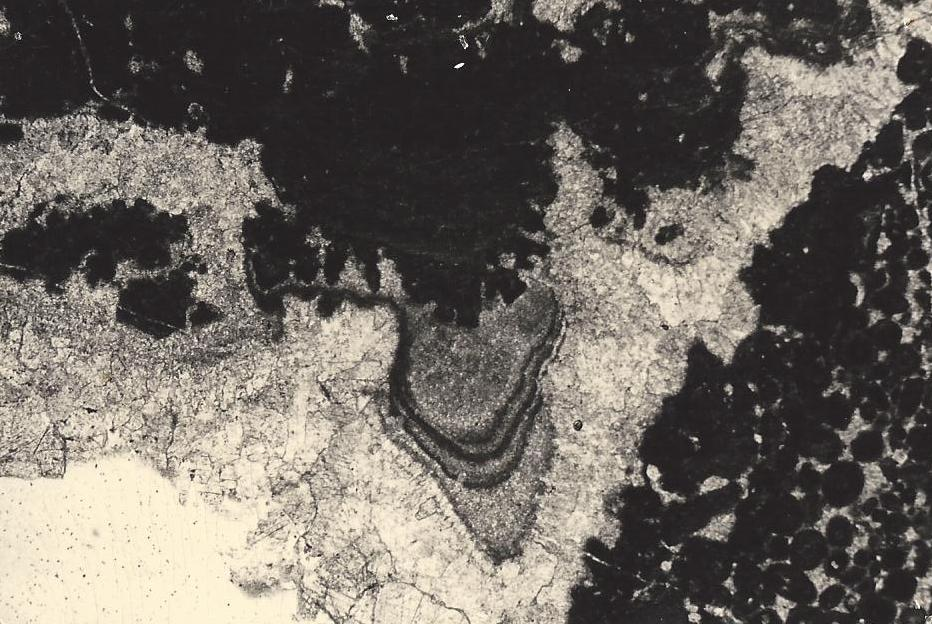
Ciment stalactite au toit d'un « keystone vug » typique de la diagenèse en milieu vadose, au sommet d'un cycle émersif L = 0,3 mm.
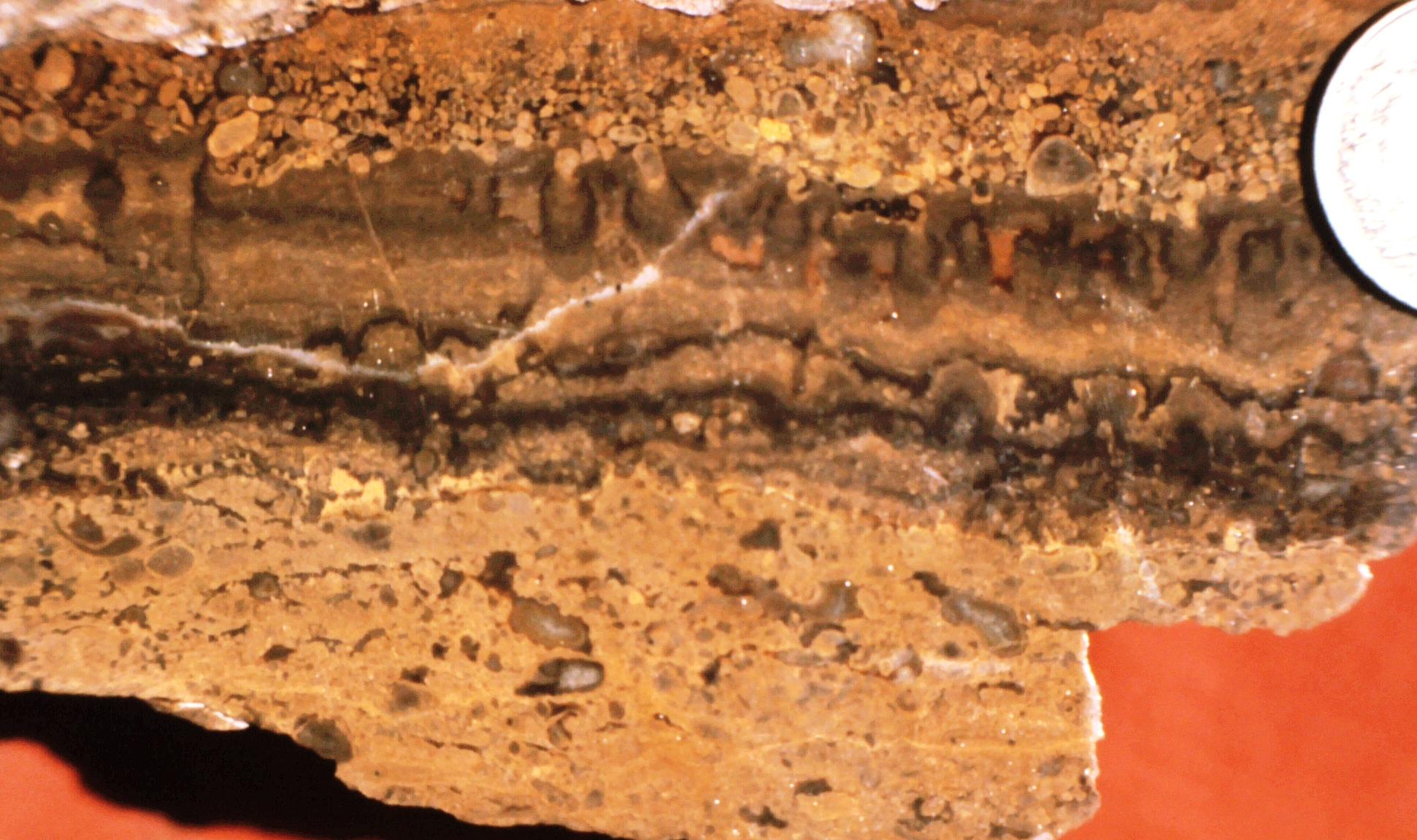
Calcretes (croûte calcaire) et « birdseyes » dans un sédiment graveleux côtier.
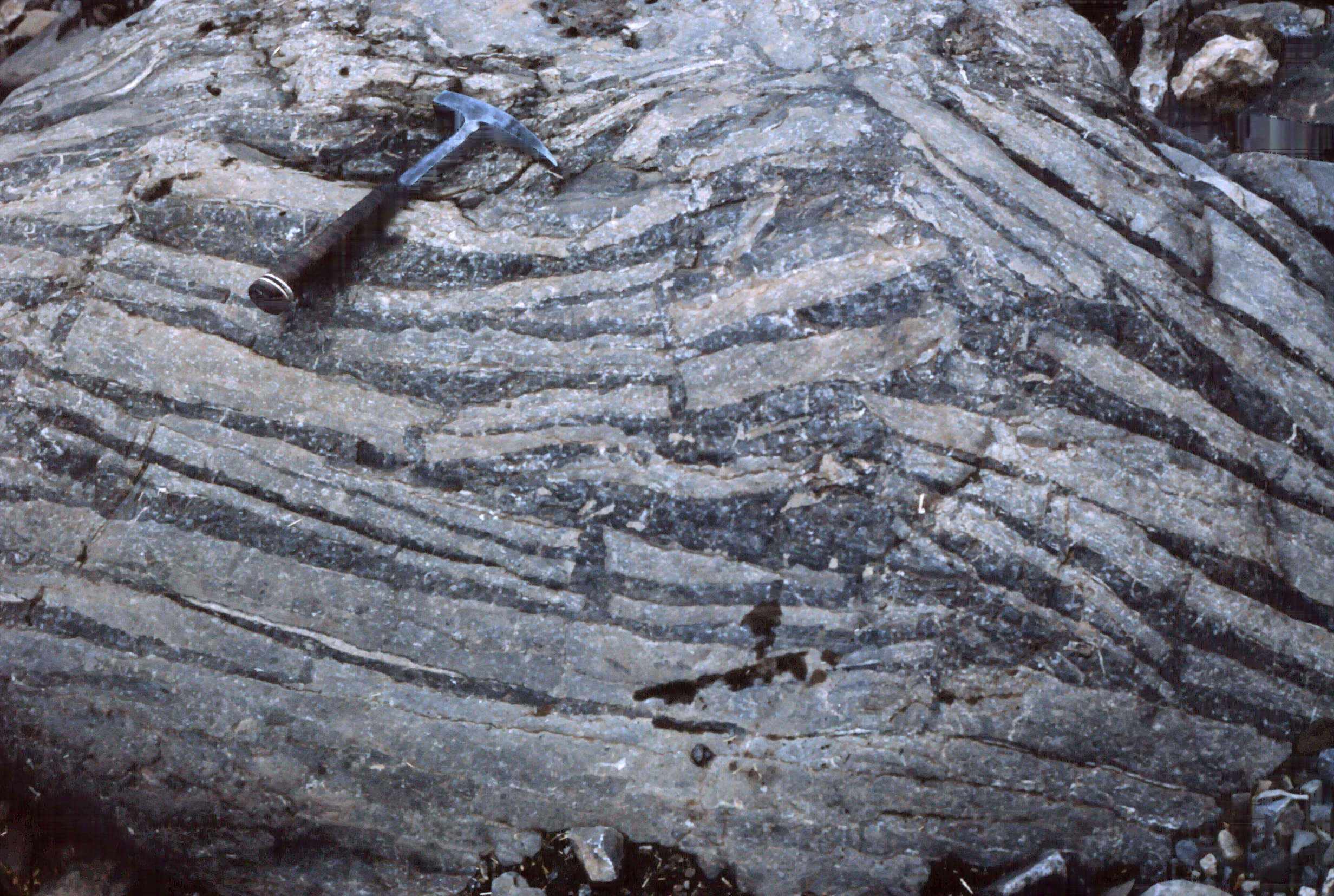
Structure diagénétique en « teepee » sur le platier supratidal, formé par augmentation de volume du sédiment à la suite de la cristallisation des carbonates (dolomie).